# Мислець (селище)
Мисле́ць (рос. Мыслец, чув. Мисчĕ) — селище у складі Шумерлинського району Чувашії, Росія. Входить до складу Краснооктябрського сільського поселення.
Населення — 295 осіб (2010; 383 у 2002).
Національний склад:
- чуваші — 51 %
- росіяни — 41 %